# Глікман Геннадій Наумович
Геннадій Наумович Глі́кман (нар. 28 вересня 1921, Бердичів — пом. 29 січня 1991, Київ) — український радянський графік та скульптор; член Спілки художників України з 1967 року.

## Біографія
Народився 28 вересня 1921 року в місті Бердичеві (тепер Житомирська область, Україна). З 1937 по 1941 рік навчався у Київській художній середній школі імені Тараса Шевченка. 16 серпня 1941 року призваний до лав Червоної армії Сталінським міським воєнним комісаріатом (місто Сталіно). Брав участь у німецько-радянській війні. Військову службу проходив художником у складі 16-го стрілецького корпусу 33 армії 1-го Білоруського фронту, виконував завдання з художнього оформлення клубів, червоних куточків, виставок, свят у частинах та підрозділах корпусу. Неодноразово виїздив на передову для замальовок бійців, що відзначились у боях, виконував роботу в складних бойових умовах, проявляючи при цьому особисту мужність. Нагороджений орденом Вітчизняної війни II ступеня (6 квітня 1985 року; з нагоди 40-річчя з дня Перемоги), медалями «За бойові заслуги» (6 червня 1945) та «За оборону Кавказу» (17 червня 1945).
По закінченні війни звільнився з армії та у 1946 році вступив на навчання до Київського художнього інституту (студії Іларіона Плещинського та Василя Касіяна). У 1952 році закінчив інститут. Жив у Києві, в будинку на вулиці Дашавській № 27, квартира 56. Помер у Києві 29 січня 1991 року, похований у Києві.

## Творчість
Працював в галузі станкової і книжкової графіки та станкової скульптури. Серед робіт:
ілюстрації до книг
- «Ось подивіться — то слон, то левиця» Володимира Маяковського (1952, Київ),
- «Біда навчить» Лесі Українки (1957, Київ);
- «Хітопадеша» (індійський епос) (1963);
- «Кицьки» Наталії Крижанівської (1992, Київ)[3];
- а також кииг Віталія Біанкі, Льва Толстого, Максима Горького, Костянтина Ушинського;

графіка
- «Новонароджений» (1959, літографія);
- «Жирафа-мати» (1962, літографія);
- «Тигреня» (1965, сангіна, гуаш);
- серія «Материнство» (1965);
- «Асканійська казка» (1967—1968);
- «Єдиний син» (1969, туш на кольоровому папері).
- «Повінь» (1969);
- «Сім'я» (1970, монотипія).

У 1960-х роках як графік підготував біля ста малюнків тварин для Української радянської енциклопедії. Оформляв експозицію Центрального науково-природничого музею АН УРСР у Києві. Став автором двох живописних полотен із зображенням викопних тварин та фризів на стінах залів Палеонтологічного музею. Музей придбав у художника сто тридцять його найкращих станкових анімалістичних робіт, виконаних у різних графічних техніках. Біля тридцяти станкових графічних творів художника зберігається в обласних художніх, історичних, краєзнавчих та природничих музеях України.
Автор скульптур (майоліка): «Пума з дитинчам», «Зубр», «Буйвол», «Окапі» (1960).
Брав участь у республіканських виставках з 1954 року, всесоюзних з 1960 року. Персональна виставка пройшла у Києві у 1962 році.